# Жуль Борде
Жу́ль Борде́ (фр. Jules Bordet; 13 червня 1870 — 6 квітня 1961) — бельгійський імунолог і бактеріолог, лауреат Нобелівської премії з фізіології або медицини 1919 року (за відкриття імунних властивостей антитіл сироватки крові).
Жуль Борде закінчив Брюссельський університет, де в 1892 здобув ступінь доктора медицини. У 1894–1901 працював у лабораторії Іллі Мечникова в Пастерівському інституті в Парижі. У 1901 році Жуль Борде організував Пастерівський інститут у Брюсселі, директором якого залишався до 1940 року. Протягом 1907–1935 років одночасно викладав бактеріологію в Брюссельському університеті.
Основні наукові праці Жуля Борде — з імунології. Він встановив, що в основі імунних реакцій лежать фізико-хімічні процеси, показав механізм аглютинації, гемолізу, преципітації, дезінтоксикації, з'ясував роль комплементу в системі імунітету. Розробив разом із Октавом Жангу реакцію зв'язування комплементу. У 1906 році спільно з Жангу виділив бактерію — збудника коклюшу і запропонував поживне середовище для його культивування. Розробив вчення про анафілаксію (1921) і теорію бактеріофагії, запропонував теорію згортання крові.